# Маріо Беккарія
Маріо Беккарія (18 червня 1920, Сант'Анджело-Лодіджано, Ломбардія — 22 листопада 2003, Сант'Анджело-Лодіджано, Італія) — політичний діяч Італії, член Християнсько-демократичної партії.
Він працював мером Сант'Анджело-Лодіджано з 1960 по 1964 роки, обирався депутатом Парламенту Італії.
Маріо був прихильником музики: в 50-ті роки, він беручи участь в асоціації Амунди, допомагав співакам і музикантам Лодіджано.
В Сант-Анджело-Лодіджано ім'ям політика названа вулиця.